# Эрменгарда (виконтесса Нарбонна)

Виконтство Нарбонн на карте Франции 1180 г.

Эрменгарда (окс. Ermengarda, Ainermada, Ainemarda; 1127 или 1129 — 14 октября 1197) — виконтесса Нарбонна в 1134—1192 годах. Дочь Эмери II де Нарбонн и его жены, которую тоже звали Эрменгарда.
Эмери II погиб в борьбе с Альморавидами 17 июля 1134 года в битве при Фраге. После него остались две малолетние дочери: Эрменгарда, унаследовавшая виконтство Нарбонна, и её единокровная сестра Эрмессинда.
В 1139 году при поддержке архиепископа Арно де Левезу Нарбонн занял Альфонс I Тулузский, объявивший себя регентом. Эрменгарда укрылась во владениях Раймона Беренгара IV Барселонского — своего родственника.
В 1142 году Альфонс хотел взять Эрменгарду в жёны. Этому воспротивился союз окситанских князей, не хотевших усиления Тулузского графства. В результате юная виконтесса вышла замуж за Бернара Андузского — вассала виконта Каркассона и Безье Роже II.
Альфонс Тулузский был побеждён войсками коалиции князей и попал в плен. После этого Эрменгарда восстановила свою власть в Нарбонне (1143 год).
Эрменгарда дважды была замужем, но оба брака оказались бездетными, и она назначила своим наследником племянника — Педро Манрике де Лара, сына её сестры Эрмессинды, умершей в 1177 году. С 1184 года он был её соправителем.
В 1192 году Эрменгарда отреклась от престола и удалилась в Перпиньян, где через 5 лет умерла.